# Noord-Korea op de Olympische Jeugdzomerspelen 2010
Noord-Korea nam deel aan de Olympische Jeugdzomerspelen 2010 in Singapore, de eerste editie van de Olympische Jeugdspelen.

## Medailleoverzicht
| Sport          | Olympiër       | Discipline     | Medaille |
| -------------- | -------------- | -------------- | -------- |
| Gewichtheffen  | Kim Song-chol  | tot 62 kg (m)  | Goud     |
| Judo           | Hyon Song-chol | tot 66 kg (m)  | Zilver   |
| Gewichtheffen  | Kim Kuk-hyang  | tot 63 kg (v)  | Brons    |
| Judo           | Ri Un-ji       | tot 52 kg (v)  | Brons    |
| Schoonspringen | Sin Hi-hyang   | 10 m toren (v) | Brons    |

## Deelnemers en resultaten
(m) = mannen, (v) = vrouwen 

### Atletiek
| Olympiër    | Discipline | Resultaat | Prestatie                                        |
| ----------- | ---------- | --------- | ------------------------------------------------ |
| Ko Yong-sim | 3000 m (v) | 10e       | kwalificatie: 9.59,35 pr (8e) A-finale: 10.20,44 |

### Gewichtheffen
| Olympiër      | Discipline      | Resultaat | Prestatie                          |
| ------------- | --------------- | --------- | ---------------------------------- |
| Kim Song-chol | tot 62 kg (m)   | Goud      | 257 kg (trekken: 117, stoten: 140) |
|               |                 |           |                                    |
| Kim Kuk-hyang | boven 63 kg (v) | Brons     | 244 kg (trekken: 106, stoten: 138) |

### Judo
| Olympiër                       | Discipline    | Resultaat | Prestatie |
| ------------------------------ | ------------- | --------- | --- |
| Hyon Song-chol                 | tot 66 kg (m) | Zilver    | 2R: won van ARU Brandon Arends 3R: won van KAZ Kairat Agibayev F b-fase: won van MGL Dulguun Otgonbayar om goud: verloor van USA Maxamillian Schneider |
|                                |               |           | |
| Ri Un-ju                       | tot 52 kg (v) | Brons     | 1R: won van NED Laura Prince 2R: won van TKM Jennet Gendybayeva F b-fase: verloor van RUS Anna Dmitrieva om brons: won van POL Maja Rasinska           |
|                                |               |           | |
| Hyon Song-chol team Birmingham | gemengd team  | 1e ronde  | 1R: 2-5 team Cairo won van ROU Ioan Visau |
| Ri Un-ju team München          | gemengd team  | 1e ronde  | 1R: 3-4 team Essen verloor van SVK Andrea Krisandova                                                                                                   |

### Tafeltennis
| Olympiër                              | Discipline         | Resultaat        | Prestatie |
| ------------------------------------- | ------------------ | ---------------- | --- |
| Kim Kwang-song                        | enkelspel (m)      | 2e ronde         | 1R: groep H (2e) 2-3 HUN Tamas Lakatos (8-11, 11-7, 13-11, 6-11, 10-12) 3-0 ECU Rodrigo Tapia (11-9, 13-11, 11-7) 3-2 EGY Omar Bedair (3-11, 10-12, 11-6, 11-8, 11-5) 2R: groep BB (4e) 1-3 BEL Emilien VanRossomme (14-12, 6-11, 1-11, 8-11) 0-3 CZE Ondrej Bajger (8-11, 8-11, 9-11) 3-2 TPE Hung Tzu-hsiang (7-11, 9-11, 9-11) |
|                                       |                    |                  | |
| Kim Song-i                            | enkelspel (v)      | kwartfinale (5e) | 1R: groep A (1e) 3-2 CHN Gu Yuting (11-8, 6-11, 12-10, 3-11, 11-9) 3-0 IND Mallika Bhandarkar (11-6, 11-7, 11-7) 2R: groep AA (2e) 3-1 POR Maria Xiao (7-11, 11-1, 11-9, 13-11) 3-1 HKG Ka Yee Ng (12-10, 9-11, 11-6, 11-9) 0-3 ROU Bernadette Szocs (9-11, 8-11, 8-11) kwartfinale: 3-4 CHN Gu Yuting (11-13, 12-10, 8-11, 11-8, 11-8, 7-11, 6-11) |
|                                       |                    |                  | |
| Noord-Korea Kim Kwang-song Kim Song-i | gemengd dubbelspel | 4e               | 1R: groep D (2e) 1-2 Intercontinentaal-I KKS 3-0 TUN Adem Hmam (11-7, 11-8, 11-9) KSI 1-3 CHN Gu Yuting (9-11, 7-11, 11-5, 8-11) GD 2-3 (11-2, 12-10, 8-11, 5-11, 7-11) 3-0 PanAmerika-III KKS 3-0 ECU Rodrigo Tapia (14-12, 11-6, 11-6) KSI 3-0 GUY Adiëlle Rosheuvel (11-2, 11-1, 11-6) GD 3-0 (11-8, 11-3, 11-8) 2-1 Nederland KKS 1-3 Koen Hageraats (10-12, 12-10, 6-11, 14-16) KSI 3-0 Britt Eerland (11-6, 11-8, 11-7) GD 3-1 (11-13, 15-13, 11-9, 16-14) 1/8-finale: 2-0 Frankrijk KKS 3-0 Simon Gauzy (11-5, 11-6, 11-2) KSI 3-0 Celine Pang (11-3, 11-6, 11-1) kwartfinale: 2-1 Europa-I KKS 0-3 SWE Hampus Soderland (8-11, 7-11, 7-11) KSI 3-2 ROU Bernadette Szocs (9-11, 6-11, 11-7, 11-8, 11-5) GD 3-2 (11-7, 7-11, 9-11, 16-14, 12-10) halve finale: 0-2 Zuid-Korea KKS 1-3 Kim Dong-hyun (4-11, 3-11, 11-8, 5-11) KSI 1-3 Yang Ha-eun (6-11, 6-11, 11-7, 5-11) om brons: 1-2 Intercontinentaal-I KKS 3-0 TUN Adem Hmam (11-9, 4-11, 11-7, 5-11, 11-9) KSI 0-3 CHN Gu Yuting (8-11, 5-11, 4-11) GD 1-3 (9-11, 6-11, 11-9, 4-11) |

### Zwemsport

#### Schoonspringen
| Olympiër      | Discipline | Resultaat | Prestatie                             |
| ------------- | ---------- | --------- | ------------------------------------- |
| Hyon Il-myong | toren (m)  | 6e        | 469.85 punten (voorronde: 425.60, 7e) |
|               |            |           |                                       |
| Sin Ji-hyang  | toren (v)  | Brons     | 430.20 punten (voorronde: 386.20, 5e) |

#### Zwemmen
| Olympiër     | Discipline       | Resultaat | Prestatie                     |
| ------------ | ---------------- | --------- | ----------------------------- |
| Yun Chung-il | 50 m school (m)  | dsq       | 1R serie 1: gediskwalificeerd |
|              |                  |           |                               |
| Ho Kum-jong  | 50 m school (v)  | 21e       | 1R serie 3: 37,10 (7e)        |
| Ho Kum-jong  | 100 m school (v) | dns       | 1R serie 2: niet gestart      |

Afghanistan · Albanië · Algerije · Amerikaanse Maagdeneilanden · Amerikaans-Samoa · Andorra · Angola · Antigua en Barbuda · Argentinië · Armenië · Aruba · Australië · Azerbeidzjan · Bahama's · Bahrein · Bangladesh · Barbados · België · Belize · Benin · Bermuda · Bhutan · Bolivia · Bosnië en Herzegovina · Botswana · Brazilië · Britse Maagdeneilanden · Brunei · Bulgarije · Burkina Faso · Burundi · Cambodja · Canada · Centraal-Afrikaanse Republiek · Chili · China · Chinees Taipei · Colombia · Comoren · Congo-Brazzaville · Congo-Kinshasa · Cookeilanden · Costa Rica · Cuba · Cyprus · Denemarken · Djibouti · Dominica · Dominicaanse Republiek · Duitsland · Ecuador · Egypte · El Salvador · Equatoriaal-Guinea · Eritrea · Estland · Ethiopië · Fiji · Filipijnen · Finland · Frankrijk · Gabon · Gambia · Georgië · Ghana · Grenada · Griekenland · Groot-Brittannië · Guam · Guatemala · Guinee · Guinee‑Bissau · Guyana · Haïti · Honduras · Hongarije · Hongkong · Ierland · IJsland · India · Indonesië · Irak · Iran · Israël · Italië · Ivoorkust · Jamaica · Japan · Jemen · Jordanië · Kaaimaneilanden · Kaapverdië · Kameroen · Kazachstan · Kenia · Kirgizië · Kiribati · Koeweit · Kroatië · Laos · Lesotho · Letland · Libanon · Liberia · Libië · Liechtenstein · Litouwen · Luxemburg · Macedonië · Madagaskar · Malawi · Malediven · Maleisië · Mali · Malta · Marshalleilanden · Marokko · Mauritanië · Mauritius · Mexico · Micronesië · Moldavië · Monaco · Mongolië · Montenegro · Mozambique · Myanmar · Namibië · Nauru · Nederland · Nederlandse Antillen · Nepal · Nicaragua · Nieuw-Zeeland · Niger · Nigeria · Noord-Korea · Noorwegen · Oeganda · Oekraïne · Oezbekistan · Oman · Oostenrijk · Oost‑Timor · Pakistan · Palau · Palestina · Panama · Papoea-Nieuw-Guinea · Paraguay · Peru · Polen · Portugal · Puerto Rico · Qatar · Roemenië · Rusland · Rwanda · Saint Kitts en Nevis · Saint Lucia · Saint Vincent en Grenadines · Salomonseilanden · Samoa · San Marino · Sao Tomé en Principe · Saoedi-Arabië · Senegal · Servië · Seychellen · Sierra Leone · Singapore · Slovenië · Slowakije · Soedan · Somalië · Spanje · Sri Lanka · Suriname · Swaziland · Syrië · Tadzjikistan · Tanzania · Thailand · Togo · Tonga · Trinidad en Tobago · Tsjaad · Tsjechië · Tunesië · Turkije · Turkmenistan · Tuvalu · Uruguay · Vanuatu · Venezuela · Verenigde Arabische Emiraten · Verenigde Staten · Vietnam · Wit-Rusland · Zambia · Zimbabwe · Zuid-Afrika · Zuid-Korea · Zweden · Zwitserland